# Catalaans

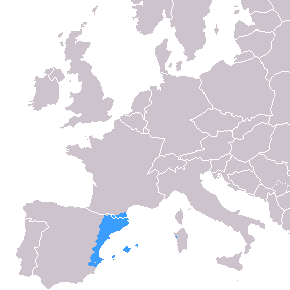
Het Catalaanse taalgebied

Het Catalaans (català) is een Romaanse taal die in meerdere variëteiten en dialecten wordt gesproken in de Spaanse autonome gemeenschappen Catalonië, de Balearen en Valencia, in het land Andorra, in het Zuid-Franse Roussillon (of Pyrénées-Orientales), in het oosten van Aragón (Franja de Ponent), in een klein gedeelte van Murcia (El Carxe) en in de stad Alghero op het Italiaanse eiland Sardinië. Er zijn zo'n tien miljoen sprekers van het Catalaans.
De taal vertoont sterke overeenkomsten met het Occitaans, dat in Zuid-Frankrijk gesproken wordt. Het is de officiële taal van Andorra. Volgens artikel 2 van de Spaanse grondwet (zestalig) is het Castiliaans de officiële taal maar zijn de andere Spaanse talen zoals Catalaans, Galicisch en Baskisch ook officieel, "in die autonome gemeenschap waar ze gesproken worden".

## Geschiedenis

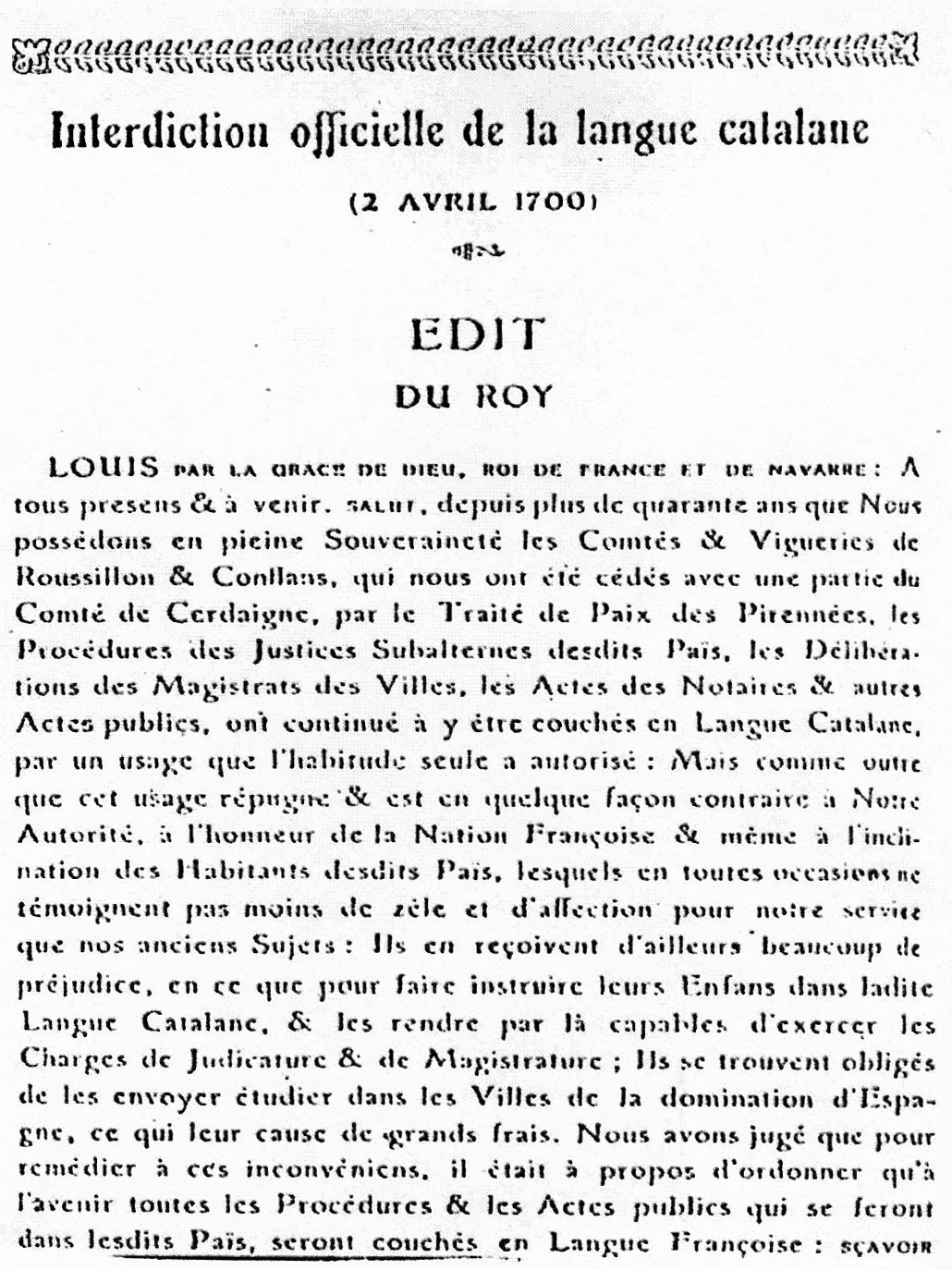
Decreet waarin Lodewijk XIV van Frankrijk het Catalaans verbiedt

Ontwikkeling van de taalgebieden

Zoals bij alle Romaanse talen is de oorsprong van het Catalaans te vinden in het Latijn, zoals dat werd gesproken door het gewone volk en de Romeinse soldaten. In vergelijking met andere talen op het Iberisch Schiereiland, heeft het Catalaans minder invloed van het Arabisch ondergaan, doordat de Moorse bezetting veel korter geduurd heeft. Hierdoor is de taal dichter bij het Latijn gebleven dan het Castiliaans. De taal kende een literair hoogtepunt tussen de 13de en de 15de eeuw. De filosoof en filoloog Ramon Llull (1235-1316) was de eerste Europese auteur die een Romaanse taal, namelijk het Catalaans, boven het Latijn verkoos voor zijn publicaties.
Na de ontdekking van Amerika in 1492, nam de politieke macht van het Huis van Castilië enorm toe en daarmee een toenemende verspaansing van het culturele leven. In Spanje werd het Catalaans in 1714, met de opkomst van de dynastie van het Huis Bourbon, verboden. In 1659 werd de Catalaanssprekende provincie Roussillon door Frankrijk geannexeerd. Na de Franse Revolutie moest iedereen daar, vanuit de gedachte van de égalité (gelijkheid), Frans spreken en werden andere talen uit het staatsonderwijs en het openbare leven geweerd.
In de 19de eeuw kende het Catalaans een eerste herleving. Spanje verloor een voor een zijn koloniën, de industriële revolutie bracht welvaart en macht naar Catalonië en de opkomende burgerij koos voor Catalaans. De taalkundige Pompeu Fabra i Poch schreef op het einde van de 19de eeuw de eerste moderne spraakkunst, die tot een standaardwerk uitgroeide. Het duurde echter tot 1931 voor de taal een officieel statuut kreeg, op basis van het lexicografische en spraakkundige werk van Fabra. Voor korte duur echter. Door de Spaanse Burgeroorlog kwam dictator Franco in 1939 aan de macht. Hij verbood streektalen, dus ook het Catalaans, en liet ook alle Catalaanstalige boeken van na 1850 vernietigen.
Na de dood van Franco werd de taal, als onderdeel van het democratiseringsproces, in 1975, weer toegelaten. Het volgende schooljaar werd de taal weer ingevoerd in het onderwijs. In de democratische grondwet uit 1978 krijgt het Catalaans, volgens artikel 3, een "officieel statuut in de autonome regio's waar het gesproken wordt, in overeenstemming met de regionale grondwet". De autonome regering van Catalonië (Generalitat de Catalunya) propageert sindsdien actief het gebruik van het Catalaans in alle onderdelen van de samenleving. In samenwerking met uitgeverij Gran Enciclopèdia Catalana worden geregeld brochures uitgegeven met woordenlijsten en taaladvies voor de meest uiteenlopende vakgebieden en onderwerpen. Het Centre de Terminologia, beter bekend als Termcat werd in 1985 opgericht om de burgers taaladvies te geven en eventueel vertalingen of neologismen voor nieuwe begrippen voor te stellen. Er wordt intensief samengewerkt met de regeringen en de culturele instellingen van het Valenciaanse Land en de Balearen met het doel zowel de lokale varianten als de eenheid van de Catalaanse taal te bewaren.

## Catalaans in de huidige betekenis

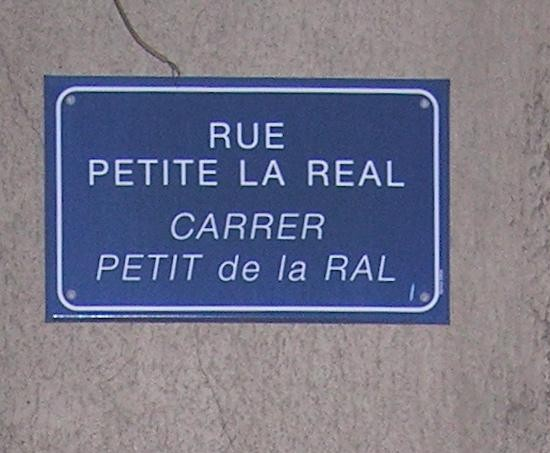
Tweetalig straatnaambord in Perpignan

Catalaans is opnieuw een zichtbare taal geworden. Kranten (Avui, El Punt sinds 2012 gefuseerd tot El Punt Avui), chansonniers, met als bekendste Lluís Llach i Grande, een bloeiende popscene "Rock Català" met Els Pets (De Scheten), Sopa de Cabra (Geitensoep), Els Gossos (de Honden), Lax'n'Busto, Sau enzovoort.
Om in dienst te kunnen treden van de Catalaanse overheid, inclusief het openbaar onderwijs, is het noodzakelijk de Catalaanse taal in woord en geschrift te beheersen. Het lager en middelbaar onderwijs zijn volledig in het Catalaans en het Castiliaans wordt als tweede taal onderwezen. Aan de universiteiten in Catalonië wordt in het Catalaans, en, in steeds mindere mate, in het Castiliaans en, soms, in het Engels gedoceerd. De rechtspraak is nog in het Castiliaans, maar als het nieuwe Estatut (of lokale grondwet) goedgekeurd wordt, zouden de rechters tweetalig moeten worden.
Volgens gegevens uit 2001 van de statistische afdeling van de gemeente Barcelona begrijpt 95% van de bevolking in Barcelona het Catalaans, kan 74,6% het spreken, kan 75% het lezen en kan 47,1% het schrijven.
Catalaans wordt gesproken door zo'n 11,5 miljoen mensen in Catalonië, Het Valenciaanse Land, de Balearen (Mallorca, Menorca en Ibiza), Andorra, en in de omgeving van Perpignan in Frankrijk. In de stad Alghero aan de noordwestkust van Sardinië spreekt men Algherees, dat een vorm van het Catalaans is. Volgens een taalkundig onderzoek uit 2004 spreekt 22,4% van de inwoners van Alghero het Algherees als eerste taal en kan 90,1% van de bevolking ten minste een beetje de taal spreken. In Perpignan (Perpinyà) in Frankrijk is de heropleving wat voorzichtiger, maar zijn inmiddels de straatnaamborden tweetalig. In het officieel tweetalige País Valencià (València, Castelló de la Plana en Alacant) staat de taal onder druk van unitaristische partijen. In februari 2006 heeft Catalonië een eigen domeinnaam gekregen: .cat.
De tweede taal is Castiliaans. Catalaans is een Romaanse taal en lijkt, geschreven, zowel op Castiliaans als Frans en Italiaans. De uitspraak is minder staccato en klinkt veel minder scherp dan het Spaans.
Vrijwel alle Catalanen zijn tweetalig en spreken zowel Catalaans als Castiliaans als moedertaal. Een uitzondering is de bevolking in sommige bergdorpen van de Pyreneeën (waar men niet altijd Castiliaans spreekt) en andersom, de bevolking afkomstig uit andere delen van Spanje die nooit Catalaans heeft geleerd, onder andere door het toenmalige verbod in tijden van het Franco-regime.

## Vergelijking met andere Romaanse talen
Het Catalaans is sterk verwant aan het Occitaans, en in mindere mate aan het Castiliaans en Frans, al is vooral op lexicaal vlak de invloed van het Castiliaans groot. Het Oudcatalaans was vrijwel gelijk aan het Oudoccitaans. De meeste van die begrippen zijn secundair, via het Castiliaans ontleend. Iemand die Castiliaans spreekt, zal het Catalaans als een andere taal ervaren, ook al zijn er overeenkomende woorden (die echter soms valse vrienden zijn). Dit is ongeveer zoals Nederlanders het Duits ervaren en omgekeerd. Anderzijds zijn er in het Catalaans, dat gesproken wordt in een streek die slechts een korte tijd door de Arabieren bezet werd, veel minder woorden van Arabische herkomst dan in de rest van het Iberisch Schiereiland.
- Net als het Occitaans en Frans heeft het Catalaans alle eindklinkers uit het Latijn verloren, behalve -a (die in het Frans een stomme -e is geworden). Daardoor eindigen vrijwel geen woorden op -o, en waar dit wel zo is betreft het een ontlening. Dit is goed te zien in de voltooide deelwoorden:

| Nederlands      | Catalaans | Castiliaans | Italiaans |
| --------------- | --------- | ----------- | --------- |
| geliefd, bemind | amat      | amado       | amato     |

- Net als in het Occitaans worden de stemhebbende medeklinkers b, d en g in beide talen aan het woordeinde stemloze p, t, en c, en een -v aan het einde verandert in -u. Dit is in veel bijvoeglijke naamwoorden en voltooide deelwoorden te zien, die in het mannelijk geen uitgang hebben (doordat de -o is weggevallen) maar in het vrouwelijk wel:

| Nederlands | Catalaans (m) | Catalaans (v) |
| ---------- | ------------- | ------------- |
| blauw      | blau          | blava         |
| gezongen   | cantat        | cantada       |

- Met het Occitaans en het Frans heeft het Catalaans ook gemeen dat aan het woordeinde -n en -r verdwijnen na een beklemtoonde lettergreep (hoewel het Frans een neusklank overhoudt). De -r wordt nog geschreven omdat die in sommige Catalaanse woorden uitgesproken wordt. Door dit wegvallen eindigen er veel woorden op beklemtoonde klinkers, waar in andere talen een -n volgt:

| Nederlands          | Catalaans | Frans   | Castiliaans | Italiaans |
| ------------------- | --------- | ------- | ----------- | --------- |
| Catalaans           | català    | catalan | catalán     | catalano  |
| Martijn (eigennaam) | Martí     | Martin  | Martín      | Martino   |
| hand                | mà        | main    | mano        | mano      |
| brood               | pa        | pain    | pan         | pane      |

- Het Catalaans behoudt net als alle andere Romaanse talen de Latijnse 'f' die in het Castiliaans stom geworden is en met een 'h' geschreven wordt, zoals in:

| Nederlands | Catalaans | Frans  | Castiliaans |
| ---------- | --------- | ------ | ----------- |
| ijzer      | ferro     | fer    | hierro      |
| doen       | fer       | faire  | hacer       |
| schimmel   | fong      | fongus | hongo       |
| meel       | farina    | farine | harina      |

- De Latijnse beklemtoonde 'e' en 'o' blijven bewaard en worden niet gediftongeerd zoals in het Frans, Castiliaans of Italiaans:

| Nederlands | Catalaans | Frans | Italiaans | Castiliaans |
| ---------- | --------- | ----- | --------- | ----------- |
| deur       | porta     | porte | porta     | puerta      |
| vuur       | foc       | feu   | fuoco     | fuego       |
| goed       | bona      | bon   | buona     | buen        |
| hemel      | cel       | ciel  | cielo     | cielo       |
| goed (bw)  | bé        | bien  | bene      | bien        |
| aarde      | terra     | terre | terra     | tierra      |

- Met het Italiaans en het Portugees heeft het gemeen dat het bezittelijk voornaamwoord altijd voorafgegaan wordt door een lidwoord: el meu ("mijn", Portugees o meu, Italiaans il mio), met uitzondering van directe familiebanden, waar vormen als mon pare, sa mare behouden werden, naast el meu pare en la seva mare.
- Uniek voor het Catalaans is dat l- aan het begin is gepalataliseerd tot ll- [ʎ]?:

| Nederlands | Catalaans | Occitaans | Castiliaans |
| ---------- | --------- | --------- | ----------- |
| taal       | llengua   | lenga     | lengua      |

Wat woordenschat betreft staat het Catalaans door moderne ontleningen dicht bij het Castiliaans, maar voor woorden die rechtstreeks uit het Volkslatijn geërfd zijn komt de woordenschat meer overeen met die van het Occitaans, Frans of in mindere mate het Italiaans. Zo is het woord voor 'klein' in het Catalaans petit net als in het Frans en Occitaans, terwijl het Castiliaanse woord pequeño is. Daarentegen is dona het normale woord voor 'vrouw', verwant aan het Italiaanse donna, waar het Castiliaans mujer (of doña) heeft en het Frans femme (of dame).
Enkele voorbeelden:
| Nederlands                                | Catalaans                                                     | Occitaans                   | Castiliaans                     | Frans                             |
| ----------------------------------------- | ------------------------------------------------------------- | --------------------------- | ------------------------------- | --------------------------------- |
| Ik ga naar de supermarkt.                 | Vaig al supermercat.                                          | Vau al supermercat.         | Voy al supermercado.            | Je vais au supermarché.           |
| Ik heb bij de brandweer gewerkt.          | He treballat pels bomb(i)ers.                                 | Ai trabalhat pels pompièrs. | He trabajado para los bomberos. | J'ai travaillé chez les pompiers. |
| Ik kan het niet doen.                     | No puc fer-ho./ In Roussillon en Costa Brava: Puc pas fer-ho. | Pòdi pas o far.             | No puedo hacerlo.               | Je ne peux pas faire cela.        |
| Tot morgen!                               | Fins demà!                                                    | A demà(n)!                  | ¡Hasta mañana!                  | À demain!                         |
| Vaarwel                                   | Adéu!                                                         | Adéu!                       | ¡Adiós!                         | Adieu!                            |
| alstublieft                               | Si us plau/susplau                                            | Se vos plai                 | Por favor                       | S'il vous plait                   |
| vork                                      | Forquilla / forqueta                                          | Forqueta                    | Tenedor                         | Fourchette                        |
| We hebben vandaag al gegeten (avondeten). | Ja hem sopat avui/hui.                                        | Avèm ja sopat uèi.          | Ya hemos cenado hoy.            | Nous avons déjà dîné aujourd'hui. |
| Ik hou van je.                            | T'estimo.                                                     | T'aimi.                     | Te quiero.                      | Je t'aime.                        |
| klein                                     | Petit                                                         | Petit                       | Pequeño                         | Petit                             |
| Goedendag!                                | Bon dia! / Bonjorn!                                           | Bonjorn!                    | ¡Buenos Dias!                   | Bonjour!                          |
| Dank u wel!                               | Mercès! / Gràcies!                                            | Mercès!                     | ¡Gracias!                       | Merci!                            |

## Variëteiten en dialecten

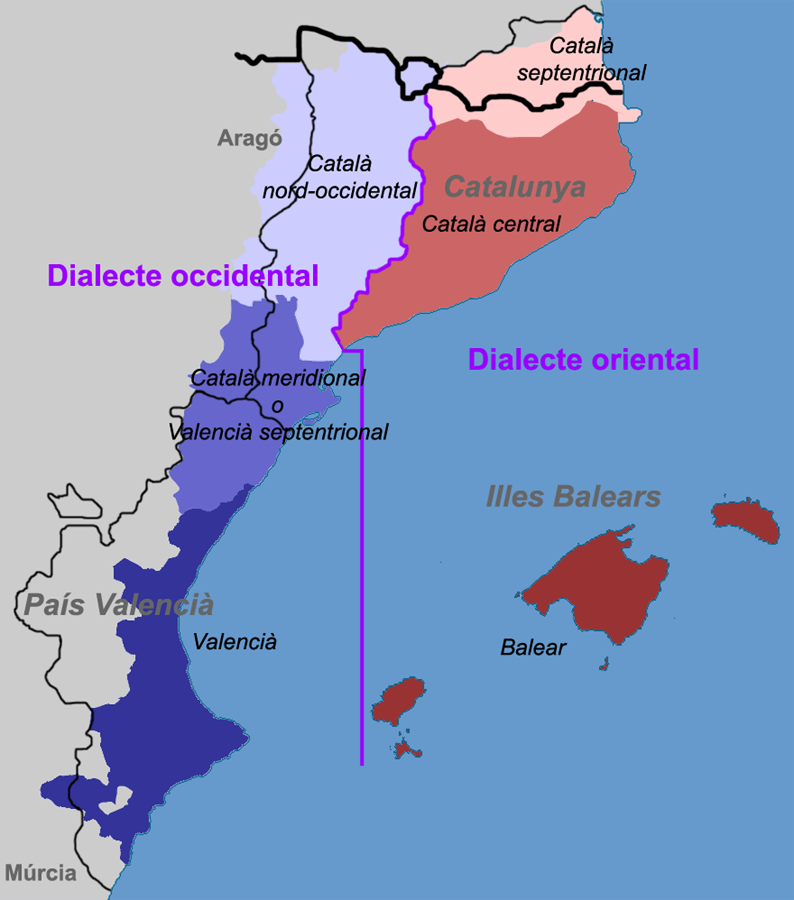
Kaart van de Catalaanse variëteiten en dialecten

Er wordt onderscheid gemaakt tussen enkele variëteiten of hoofddialecten, die weer gegroepeerd worden in Oost- en West-Catalaans:
- Oost-Catalaans (català oriental):
  - Centraal-Catalaans (català central) in het dichtbevolkte oosten van Catalonië. De meest gesproken vorm van het Catalaans.
  - Noord-Catalaans (català septentrional) in het Zuid-Franse Pyrénées-Orientales of Roussillon en in het aangrenzende noordoosten van de regio Catalonië.
  - Balearisch (Balear) op de Balearen.
  - Algherees (Alguerès) in Alghero op Sardinië.
- West-Catalaans (català occidental):
  - Noordwest-Catalaans (català nord-occidental) in het westen van Catalonië, in het aangrenzende Franja de Ponent in Aragón en in Andorra.
  - Ebrenc-Catalaans (català meridional of Valencià septentrional) in het zuiden van de regio Catalonië en het noorden van de regio Valencia. Dit is een overgangszone tussen het Noordwest-Catalaans en het Valenciaans.
  - Valenciaans (Valencià) in ruwweg het oosten en zuiden van de regio Valencia, en in de aangrenzende streek El Carxe in de autonome regio Murcia.

Het Valenciaans en in mindere mate het Balearisch, worden door enkele sectoren van de gemeenschap als een aparte taal gezien. Er zijn twee standaarden; een van het Institut d'Estudis Catalans, met als basis het Centraal-Catalaans en een van de Acadèmia Valenciana de la Llengua, die het Valenciaans als uitgangspunt neemt. Het Standaardcatalaans van de Institut d'Estudis Catalans wordt het meest gebruikt.

#### Voorbeelden van enkele verschillen
In de provincie Lleida wordt bijvoorbeeld de slot-t uitgesproken, op de Balearen en in de Baix Empordà gebruikt men de lidwoorden "es" "sa" en "ses". In Barcelona worden de doffe 'a' en de doffe 'e' gelijk uitgesproken en klinkt min of meer zoals een korte 'a' in het Nederlands, Barcelona klinkt daar min of meer als Barrssalona, waar de tweede en de derde a het midden houden tussen een 'a' en een doffe 'e'. Er zijn ook zeer plaatselijke verschillen; b.v. de 'o' in het woord camiò (vrachtwagen) wordt in Barcelona anders uitgesproken dan in Girona.

## Uitspraak en spelling

### Medeklinkers
|             | Bilabiaal | Labio- dentaal | Dentaal/ Alveolaar | Alveo- palataal/ Palataal | Velaar |
| ----------- | --------- | -------------- | ------------------ | ------------------------- | ------ |
| Nasaal      | m         |                | n                  | ɲ                         | ŋ      |
| Plosief     | p b       |                | t d                | k ɡ                       | k ɡ    |
| Affricaat   |           |                | ts dz              | tʃ dʒ                     |        |
| Fricatief   |           | f (v)          | s z                | ʃ v                       |        |
| Tril        |           |                | r                  |                           |        |
| Tap         |           |                | ɾ                  |                           |        |
| Approximant |           |                |                    | j                         | w      |
| Lateraal    |           |                | l                  | ʎ                         |        |

- Stemhebbende plof- en wrijfklanken ondergaan eindklankverscherping: [b]→[p], [d]→[t], [g]→[k], [ʒ]→[ʃ], [dʒ]→[tʃ], [z]→[s], [dz]→[ts].
- Stemhebbende plofklanken worden verzacht tot wrijfklanken aan het begin van een lettergreep in het midden van een woord: [b]→[β], [d]→[ð], [g]→[ɣ].
- De klank /v/ wordt alleen in sommige dialecten onderscheiden, namelijk het Baleaars, Algherees, Valenciaans en in sommige gebieden in Zuid-Catalonië. In alle andere gebieden, waaronder in het bijzonder het toongevende Centraal-Catalaans, is de klank samengevallen met /b/.
- Het foneem /l/ wordt in veel dialecten uitgesproken als [ɫ]. In sommige dialecten gebeurt dit alleen na een klinker, in andere is dat de uitspraak in alle gevallen.

### Klinkers
|              | Voor | Centraal | Achter |
| ------------ | ---- | -------- | ------ |
| Gesloten     | i    |          | u      |
| Halfgesloten | e    | (ə)      | o      |
| Halfopen     | ɛ    | (ə)      | ɔ      |
| Open         | a    | a        | a      |

- In het Algherees, Noord-Catalaans en grenzend aan het Castiliaanssprekend gebied kunnen de halfgesloten en halfopen klinkers samenvallen.
- In het gebied rond Barcelona wordt de onbeklemtoonde sjwa (ə) uitgesproken als halfopen of bijna-open [ɐ]?.
- /ə/ wordt alleen in het Baleaars als apart foneem onderscheiden, in de andere dialecten valt deze samen met /e/ of /ɛ/.

In onbeklemtoonde lettergrepen worden minder klinkers onderscheiden, en vallen een aantal van de hierboven genoemde dus samen. Welke klinkers samenvallen en wat het resultaat is verschilt per dialectgebied. In het Oost-Catalaans vallen onbeklemtoonde /e/, /ɛ/ en /a/ samen tot /ə/, en /ɔ/, /o/ en /u/ samen tot /u/. In het West-Catalaans vallen alleen onbeklemtoonde /e/ en /ɛ/ samen tot /e/, en /ɔ/, /o/ tot /o/.
Het Catalaans kent hiernaast nog een aantal tweeklanken. Dit zijn onderliggend geen tweeklanken, maar een reeks van een enkele klinker gevolgd door /w/ of /j/. In onbeklemtoonde lettergrepen vallen sommige dan ook met elkaar samen net als bij de gewone eenklanken. De uitspraak is wel vergelijkbaar met die van tweeklanken in andere talen.

### Klemtoon
De klemtoon is in het Catalaans variabel, maar valt meestal op een van de laatste drie lettergrepen van het woord.

### Spelling
De spelling van het Catalaans is grotendeels fonemisch en de uitspraak is meestal van de spelling af te leiden, maar niet altijd. Als eigen letters kent het de 'ç' of ce trencada zoals in Barça B (de voetbalclub) of la caça "de jacht", de l·l of ele geminada zoals in parcel·la "perceel". De letter Y wordt niet gebruikt, behalve in de combinatie ny voor de klank /ɲ/, zoals in Catalunya "Catalonië", bany "bad".
Voor de uitspraak van een geschreven woord geldt gewoonlijk: de laatste lettergreep is beklemtoond, behalve als die eindigt in een klinker, in een klinker gevolgd door -s, of in -en, -in; dan wordt de klemtoon op de voorlaatste lettergreep geplaatst. Wanneer de plaats van de klemtoon afwijkt van de hiervoor genoemde regel, wordt dit in de spelling aangegeven met een accent op de betreffende klinker. Hierbij wordt het accent op gesloten en halfgesloten klinkers aangegeven met een accent aigu (´), op halfopen klinkers met een accent grave (`). Een opmerkelijk gevolg hiervan is dat het onderscheid tussen halfgesloten /e/, /o/ en halfopen /ɛ/, /ɔ/ niet in de spelling gemaakt wordt tenzij de plaatsing van de klemtoon afwijkt van de standaardregel en er dus een accent op de klinker geschreven wordt. In dat geval is het onderscheid namelijk wel duidelijk: halfgesloten é, ó en halfopen è, ò.
In sommige dialecten, waaronder het Centraal-Catalaans is /r/ aan het eind van het woord weggevallen, en wordt de letter r daar dus niet uitgesproken.

## Spraakkunst
Net als de woordenschat vertoont ook de spraakkunst grote overeenkomsten met het Occitaans, en in mindere mate met het Castiliaans en het Frans.

### Naamwoorden
Het Catalaans heeft zoals de meeste Romaanse talen twee geslachten: mannelijk en vrouwelijk. Het oude onzijdige geslacht uit het Latijn is overgegaan in het mannelijke. Vrouwelijke woorden zijn vaak te herkennen aan het achtervoegsel -a, terwijl mannelijke woorden op andere klanken eindigen.

#### Lidwoord
Het Catalaans heeft een bepaald en een onbepaald lidwoord, maar het heeft niet, zoals het Frans, een partitief of delend lidwoord. Wel heeft het onbepaald lidwoord een meervoudsvorm die vertaald kan worden als 'wat' of 'enige'. Het Catalaans kent geen naamvallen, enkel het enkelvoud en het meervoud worden onderscheiden.
Het Catalaans gebruikt het bepaald lidwoord ook bij eigennamen. Daarvoor worden naast de normale lidwoorden ook een speciaal namenlidwoord gebruikt, dat wordt gevormd door 'l' te vervangen door 'n'. Daarnaast kennen sommige dialecten het article salat, een variant van het normale bepaald lidwoord waarin de 'l' is vervangen door 's'.
|           | bepaald lidwoord | bepaald lidwoord | bepaald lidwoord salat | bepaald lidwoord salat | namenlidwoord | namenlidwoord | onbepaald lidwoord | onbepaald lidwoord |
|           | mannelijk        | vrouwelijk       | mannelijk              | vrouwelijk             | mannelijk     | vrouwelijk    | mannelijk          | vrouwelijk         |
| enkelvoud | el, l'           | la, l'           | es, so, s'             | sa, s'                 | en, n'        | na, n'        | un                 | una                |
| meervoud  | els              | les              | e(t)s, sos             | ses                    |               |               | uns                | unes               |

#### Meervoud
Het meervoud wordt gevormd door het toevoegen van -s aan het eind van het woord. Terwijl in het Castiliaans bij woorden die eindigen op een medeklinker een extra -e- wordt ingevoegd, wordt in het Catalaans de uitgang rechtstreeks achter de stam geplaatst: la nit - les nits "nacht". Bij woorden die op -a eindigen is de uitgang voor het meervoud -es, niet -as: la casa - les cases "huis".
Door de regels van de Catalaanse spelling is het soms nodig de voorgaande medeklinker van de stam te veranderen als -a vervangen wordt door -es:
- -ça > -ces
- -ca > -ques
- -qua > -qües
- -(t)ja > -(t)ges
- -ga > -gues
- -gua > -gües

Door het wegvallen van de slot-n is bij veel woorden de meervoudsvorming wat ingewikkelder. Bij het vormen van het meervoud wordt deze n namelijk weer teruggeplaatst: el pa, - els pans "brood", la cançó, les cançons "lied". Dit gebeurt bij het grootste deel van de woorden die op een beklemtoonde klinker eindigen, maar er zijn uitzonderingen. Voorkennis van de herkomst van het woord, of van het woord in andere Romaanse talen (en eventueel het daaruit ontleende Nederlandse woord) kan meestal zekerheid geven.
Bij mannelijke woorden die al op een sisklank eindigen (s, ç, x) kan de meervouds-s niet goed uitgesproken worden. Deze wordt dan versterkt tot -os: el gos - els gossos "hond", el braç - els braços "arm". Bij woorden die op -sc, -st of -xt eindigen gebeurt dit ook, maar het is niet vereist en zowel -s als -os komen voor: el text - els texts óf els textos "tekst". Bij mannelijke woorden die eindigen in -ig (uitgesproken als [itʃ]) zijn ook twee vormen mogelijk, namelijk eindigend op -igs of op -jos: el faig - els faigs óf els fajos "beuk".

#### Bijvoeglijk naamwoord
Bijvoeglijke naamwoorden volgen het bijbehorende zelfstandige naamwoord of (eventueel weggelaten) voornaamwoord naar geslacht en getal. Als het geslacht niet bekend is of als verwezen wordt naar een groep van gemengd geslacht, dan wordt de mannelijke vorm gebruikt.
De vrouwelijke vorm wordt meestal gevormd door -a achter de mannelijke vorm te plaatsen. Hierbij kunnen een aantal veranderingen optreden:
- -u > -va: intensiu - intensiva "intensief"
- -t > -da: cansat - cansada "moe" (voornamelijk voltooide deelwoorden)
- -c > -ga: antic - antiga "oud, antiek"
- Terugplaatsen van verdwenen -n: bo - bona "goed", català - catalana "Catalaans"

Bijvoeglijke naamwoorden met bepaalde uitgangen zoals -nt, -al hebben geen aparte vrouwelijke vorm. Bij een aantal bijvoeglijke naamwoorden die eindigen in -e wordt die vervangen door -a in de vrouwelijke vorm, in anderen is de vrouwelijke vorm gelijk aan de mannelijke. Ten slotte zijn er ook nog woorden die in het enkelvoud in beide geslachten gelijk zijn, maar in het meervoud verschillend: feliç "blij" zowel mannelijk als vrouwelijk, maar in het meervoud mannelijk feliços en vrouwelijk felices.
In tegenstelling tot bij het Nederlands wordt ook in het naamwoordelijk deel van het gezegde het geslacht aangepast. Bijvoeglijke naamwoorden volgen dan het onderwerp van de zin naar geslacht en getal, zelfs al heeft het onderwerp geen zichtbare geslachtsvorming:
- Estic cansat. - Ik ben moe. (gezegd door een man)
- Estic cansada. - Ik ben moe. (gezegd door een vrouw)

### Werkwoorden
Waar de verbuiging van bijvoeglijke en zelfstandige naamwoorden redelijk eenvoudig is, is de vervoeging van werkwoorden vrij ingewikkeld en is er een grote verscheidenheid aan vormen, net als in de andere Romaanse talen. Het Catalaanse werkwoord kent echter minder vormen dan het Castiliaanse.

#### Tijden en wijzen
Het Catalaans maakt in de verleden tijd onderscheid in aspect tussen imperfectief en perfectief. Dat wil zeggen dat het verschil maakt of een handeling in het verleden onbepaald of bepaald is. Dit wordt in het Nederlands niet goed onderscheiden, en kan naargelang de context als onvoltooid verleden tijd of als voltooid verleden tijd vertaald worden, waardoor het soms moeilijk is een precieze vertaling te geven waarin alle nuances goed overkomen.
Het perfectieve aspect dient overigens goed onderscheiden te worden van het perfect aspect, oftewel de voltooide tijd. In alle wijzen en tijden behalve de gebiedende wijs wordt namelijk ook onderscheid gemaakt tussen imperfect (onvoltooid) en perfect (voltooid). De voltooide vorm wordt gevormd door middel van het voltooid deelwoord in combinatie met het hulpwerkwoord haver "hebben". Het perfect aspect duidt een gebeurtenis aan die is afgerond maar die nog relevant is voor de tijd waarover men spreekt. Dit komt dus zowel qua vorm als betekenis overeen met de Nederlandse combinatie hebben/zijn en een voltooid deelwoord.
Het werkwoord onderscheidt de volgende vormen in de aantonende wijs (indicatiu), met als voorbeeld het werkwoord menjar "eten":
- Onvoltooid tegenwoordige tijd (present): het gebeurt nu
menjo "ik eet"
- Onvoltooid imperfectieve verleden tijd (imperfet): het vond in het verleden plaats (en gaat misschien nu nog door)
menjava "ik at"
- Onvoltooid perfectieve verleden tijd (passat): het is in het verleden gebeurd en afgerond
vaig menjar, of verouderd/dialectisch mengí "ik at" (en daarna deed ik misschien iets anders)
- Onvoltooid toekomende tijd (futur): het zal in de toekomst gebeuren
menjaré "ik zal eten"
- Voltooid tegenwoordige tijd (perfet): het is nu afgerond
he menjat "ik heb gegeten" (nu ben ik klaar)
- Voltooid imperfectieve verleden tijd (plusquamperfet): het was net afgerond vóór iets, of onderbroken door iets anders in het verleden
havia menjat "ik had (net) gegeten" of "ik was aan het eten" (toen er iets gebeurde)
- Voltooid perfectieve verleden tijd (passat anterior): het was afgerond ten tijde van een andere gebeurtenis in het verleden (literair, zelden gebruikt)
(quan) va haver menjat, of verouderd/dialectisch (quan) haguí menjat "(toen) ik had gegeten" (toen gebeurde er iets)
- Voltooid toekomende tijd (futur perfet): het zal in de toekomst zijn afgerond
hauré menjat "ik zal hebben gegeten"

Daarnaast kent het Catalaans de aanvoegende wijs (subjuntiu). Deze wordt gebruikt om uit te drukken dat iets niet zeker is, of dat de spreker twijfelt aan de waarheid van een gegeven. Hierbij ontbreekt de toekomende tijd, die van zichzelf natuurlijk al onzeker is. Verder is er nog de voorwaardelijke wijs (condicional), waarbij wordt uitgedrukt dat een handeling zou gebeuren onder een bepaalde voorwaarde, en de gebiedende wijs (imperatiu), waarin wordt bevolen dat iets gebeurt.
Ten slotte is er nog het progressieve of voortdurende aspect, dat gevormd wordt met estar "zijn" en het tegenwoordig deelwoord. Dit is te vergelijken met het Nederlandse "aan het":
- Progressief tegenwoordige tijd: het is nu aan de gang
estic menjant "ik ben aan het eten"
- Progressief verleden tijd: het was toen aan de gang
estava menjant "ik was aan het eten"

#### Vervoeging
Bij de vervoeging van werkwoorden wordt het persoonlijk voornaamwoord meestal niet gebruikt, omdat de vervoeging van het werkwoord duidelijk maakt wie de spreker is. Persoonlijke voornaamwoorden worden alleen gebruikt ter verduidelijking van de vervoeging (als er door een ingewikkelde zin twijfel kan bestaan over de juiste interpretatie), of om nadruk te leggen.
De voltooid verleden tijd (passat) wordt samengesteld door speciale vormen het werkwoord anar "gaan" in combinatie met de infinitief: vaig, vas, va, vam, vau, van. Hierdoor lijkt het alsof vaig menjar betekent "ik ga eten" terwijl het juist "ik at" betekent. In werkelijkheid stamt deze vorm van een oude verbogen passat van anar, die tegenwoordig haast niet meer gebruikt wordt: vaig, vast/vares, va, vam/vàrem, vas/vàreu, varen. In oorsprong betekende vaig menjar dus "ik ging eten". Als men in het Catalaans ook echt "ik ga eten" wil zeggen, gebruikt men vaig a menjar.